# Prenom
El prenom és la designació científica del nom de fonts, també anomenat nom de pila, nom de baptisme o nom de bateig, perquè és el que els cristians imposen en el baptisme. És el nom que fem servir en les situacions familiars i col·loquials. El trien els pares o altres familiars (la tradició catalana és que el triïn els padrins). A les Balears, tradicionalment es donava al primer nen i nena nascuts el nom dels avis paterns i al segon nen i nena el dels avis materns (que normalment eren també els padrins). Els posteriors fills rebien el nom dels oncles.
Dels noms oficials que duu una persona, el prenom és el nom propi que va en primer lloc. N'hi ha amb variabilitat de gènere (és a dir, amb forma per a home i forma per a dona, com "Joan" / "Joana") i també n'hi ha d'específics per a home ("Abel") i dona ("Marta"); els que poden servir –sense canvis- tant per a home com per a dona són rars (però n'hi ha algun, com "Bonaventura", "Jovita", "Montserrat" o "Trinitat").
El prenom va seguit d'un o, en el cas dels Països Catalans, Espanya i Portugal, dos cognoms.

## Història dels prenoms
- El prenom intransferible
- La fossilització de la prenonímia

## Origen dels prenoms
- Els prenoms d'origen hebreu
- Els prenoms d'origen grec
- Els prenoms d'origen llatí
- Els prenoms d'origen germànic
- Els prenoms d'origen àrab
- Els prenoms teòfors
- Els prenoms que són un concepte religiós
- Els prenoms d'advocació mariana
- Els prenoms procedents de cognoms
- Els prenoms d'origen incert o desconegut